# Goten
Son Goten (孫 悟天?, Son Goten), chiamato spesso semplicemente Goten, è un personaggio del manga Dragon Ball di Akira Toriyama. Egli compare anche nelle varie opere derivate, tra cui le serie televisive anime Dragon Ball Z, Dragon Ball GT e Dragon Ball Super, i film, gli OAV e numerosi videogiochi.
Secondogenito del protagonista Son Goku, Goten è identico al padre sia per quanto riguarda l'aspetto fisico sia per la personalità. Sin da piccolo possiede una grande forza combattiva e, già all'età di sei anni, è in grado di trasformarsi in Super Saiyan senza alcun allenamento particolare, questo grazie alla grande quantità di Cellule S ereditate da Goku, che quando concepì Goten era molto più forte di quando invece concepì il primogenito Son Gohan, che infatti ha impiegato molto più tempo per trasformarsi.
Goten è il migliore amico di Trunks, il figlio primogenito di Vegeta, con cui dà vita alla fusione chiamata Gotenks. In Dragon Ball GT Goten è un adolescente, e il suo personaggio è molto cambiato: infatti mette da parte il ruolo di combattente per uscire con le ragazze, lottando solo se davvero necessario.

## Creazione
Introdotto per la prima volta nel capitolo 230 del manga, Goten ricopre sin dalla sua prima apparizione un ruolo molto importante nella serie. In un'intervista sul quinto Daizenshuu, Toriyama ha rivelato che uno dei motivi che lo hanno spinto a creare Goten e Trunks era la necessità di creare dei personaggi che potessero dare alla storia più gag e umorismo, in modo tale da evitare una narrazione molto drammatica.

## Storia

### Dragon Ball
Goten è il secondo figlio di Son Goku e nasce dopo la sua morte in seguito alla sconfitta di Cell. Dopo aver saputo che suo padre tornerà dall'aldilà per un giorno per partecipare al 25º Torneo Tenkaichi, Goten chiede al fratello Gohan di allenarlo. Proprio durante l'allenamento con Gohan Goten rivela al fratello di sapersi trasformare in Super Saiyan. Successivamente, sempre grazie all'allenamento di Gohan, Goten impara la Bukujutsu. Al Torneo Tenkaichi, Goten conosce finalmente suo padre e giunge con estrema facilità alla finale nella categoria dei bambini, venendo però sconfitto per un soffio da Trunks, suo migliore amico. In seguito partecipa, insieme all'amico, al torneo degli adulti, tramortendo Mighty Mask e usando il suo costume. Tuttavia Numero 18 li smaschera ed entrambi sono squalificati. Quando sia Goku, sia Vegeta e sia Gohan vengono sconfitti dal demone Majin Bu, Goten e Trunks sono l'ultima speranza per la Terra. Proprio per questo, sotto consiglio di Goku, si addestrano nell'uso della danza di Metamor per dare vita a Gotenks, un guerriero in grado di sconfiggere il demone. Durante un violento scontro tra Gotenks e Majin Bu, quest'ultimo riesce ad assorbire la fusione, diventando ancora più potente. In seguito, Goten e gli altri guerrieri assorbiti da Majin Bu vengono portati fuori dal corpo del demone, ma purtroppo rimangono coinvolti nell'esplosione della Terra. Goten viene, poi, resuscitato dalle sfere del drago insieme a tutti i terrestri e dona la propria energia per la Genkidama di Goku.
Dopo circa dieci anni dalla sconfitta di Majin Bu, Goten viene obbligato dal padre Goku a partecipare al 28º Torneo Tenkaichi. Nel corso del torneo, Goten assiste alla partenza di suo padre con Ub e affronta sua nipote Pan, lasciandosi sconfiggere dalla bambina.

### Dragon Ball Super
In Dragon Ball Super, in seguito alla sconfitta di Majin Bu, Goten partecipa alla festa di compleanno di Bulma sulla nave da crociera, festa interrotta dalla collera del Dio della distruzione Beerus. Goten e Trunks effettuano la fusione per cercare di battere il Dio. Gotenks viene tuttavia sconfitto da Beerus semplicemente dopo che quest'ultimo lo colpisce con due dita. In seguito aiuta suo padre Goku a diventare Super Saiyan God e assiste alla sua battaglia con il Dio della distruzione.
Tempo dopo Goten è oramai diventato zio di Pan (la figlia di Gohan e Videl). Per molto tempo il ruolo di Goten è stato decisamente circostanziale nella trama del manga, durante il torneo tra i guerrieri del Sesto e del Settimo Universo Goten ha assistito ai combattimenti come spettatore, invece Quando Zeno organizza il Torneo del Potere, Goten e Trunks non partecipano nonostante fossero stati presi in considerazione, dato che sono ancora due guerrieri troppo immaturi. A poche ore dall'inizio del torneo, Goten e Trunks decidono di occuparsi dell'isola protetta da Numero 17 mentre questi è impegnato durante il Torneo del Potere, tra l'altro ai due bambini viene nuovamente riaffidato l'incarico durante l'invasione della Legione di Molo, infatti anche in questa circostanza non prendono parte ai combattimenti.
Goten ha finalmente un ruolo più importante quando la Red Ribbon ritorna a minacciare la Terra, ormai è un adolescente e frequenta il liceo, Goten tenta di combattere la criminalità nella Città dell'Ovest come supereroe con il nome di Saiyaman X-2 al fianco di Trunks. I due involontariamente intralciano i progetti del dr. Hedo il quale mira a creare dei potenti cyborg, Goten affronta uno di loro, Beta 7 riuscendo a batterlo senza difficoltà, successivamente Goten, Trunks e Crilin fanno irruzione della base di Hedo e tutti e tre insieme distruggono il suo cyborg più potente, il Dinodroid 1, e Hedo viene arrestato. Qualche tempo dopo, quando Hedo viene scagionato, viene convinto dalla Red Ribbon a lavorare per loro in modo da realizzare Cell Max, il cyborg più forte, Goten e Trunks accompagnati da Bulma raggiungono il quartier generale della Red Ribbon e combattono contro Cell Max, che viene distrutto da Gohan, effettivamente durante la battaglia sia Goten che Trunks non hanno avuto l'occasione di rendersi molto utili dal momento che avendo tentato la fusione si sono uniti in una versione mal riuscita di Gotenks avendo sbagliato l'esecuzione della tecnica.

### Dragon Ball GT
In Dragon Ball GT, ambientato cinque anni dopo gli eventi narrati in Dragon Ball Z, il personaggio di Goten non ha un ruolo particolarmente rilevante. Diventato adulto, ha preferito abbandonare il suo ruolo di guerriero per dedicarsi alle ragazze. Nel primo episodio della serie viene scelto da Vegeta per accompagnare Goku e Trunks alla ricerca delle sfere del drago con la stella nera; inizialmente riluttante all'idea, si vede costretto ad accettare per l'insistenza della madre Chichi, ma poco prima della partenza la navicella decolla senza di lui per colpa di Pan, che si era intrufolata di nascosto nell'astronave. Goten rimane quindi sulla Terra, dove inizia a frequentare una ragazza di nome Valese.
Durante l'arco di Baby, Goten è il primo Saiyan ad affrontare lo Tsufuru quando quest'ultimo decide di invadere la Terra sconfiggendo facilmente Baby, ma il parassita riesce ad impadronirsi comunque del suo corpo. Dopo alcuni episodi, tuttavia, viene liberato grazie all'acqua miracolosa e presta la sua energia a Goku Super Saiyan IV nello scontro con Baby.
Sempre in un ruolo secondario, Goten partecipa alle battaglie contro i nemici scappati dal Regno degli Inferi (Numero 19, Pui Pui e i Saibaiman) durante l'arco di Super C-17 e contro il drago malvagio Li Shenron nelle puntate finali della serie, sebbene venga facilmente sconfitto.

## Descrizione

### Aspetto fisico
All'inizio dell'arco di Majin Bu, Goten è la fotocopia esatta di suo padre Son Goku. Ha la sua stessa pettinatura e indossa una divisa arancione quasi identica a quella del genitore (l'unica differenza e che il vestito di Goten ha le maniche lunghe, mentre quello di Goku le ha corte inoltre nel manga sono nere). Goten, così come Trunks, Bra e Pan non viene mai visto con la coda, che comunque dovrebbe avere in quanto mezzo Saiyan come suo fratello Gohan.
Da adolescente, per non essere scambiato col genitore, Goten cambia la propria pettinatura: prima porterà i capelli un po' lunghi lasciati lisci e poi, in Dragon Ball GT, corti, dritti e inclinati verso destra. Lo stesso vale anche per gli abiti, infatti abbandona la tuta del padre per indossare prima una maglietta verde (sulla quale è inciso il suo nome) e dei pantaloni blu, poi durante il torneo di arti marziali una tuta arancione e infine, in Dragon Ball GT, una maglietta a maniche lunghe bianca o verde e un pantalone viola.
Come Super Saiyan, Goten ha gli occhi azzurri e i capelli biondi.

### Personalità
Da bambino, Goten, oltre all'aspetto, ha anche la stessa personalità di suo padre Goku. Tuttavia, nonostante sia dotato di un carattere allegro, gentile, altruista e soprattutto ingenuo come suo padre, è più interessato ai dolci e ai giocattoli. Goten è particolarmente influenzato dal suo migliore amico Trunks, il quale lo convince a volte malvolentieri a cacciarsi nei guai e a combinare scherzi. Tra i due bambini è Goten ad avere più buonsenso, ma nonostante questo finisce ugualmente per partecipare alle iniziative di Trunks. Sua madre Chichi non lo ha mai obbligato a studiare (contrariamente a come faceva con Gohan da piccolo), anzi a volte lo ha persino istruito nelle arti marziali. Alla fine dell'arco di Majin Bu e con l'inizio di Dragon Ball GT, Goten perde la passione per i combattimenti e diventa una sorta di donnaiolo. Il suo unico interesse, infatti, è quello di uscire con le ragazze. Cerca spesso di fare colpo su Valese, a volte sorprendendola ricorrendo ai suoi straordinari poteri. Una particolarità che da sempre contraddistingue Goten è l'incredibile insaziabilità e ingordigia durante i pasti, derivate dalla sua stessa natura Saiyan: infatti, anche suo padre Goku e suo fratello Gohan hanno questa stessa caratteristica.

### Abilità
In quanto appartenente alla razza dei guerrieri Saiyan, Goten dimostra di essere molto più forte dei normali terrestri. Come per tutti gli altri membri del suo popolo possiede dei poteri soprannaturali: la guarigione dalle ferite per lui avviene più rapidamente rispetto agli esseri umani; possiede inoltre anche l'abilità innata dello Zenkai: quando riporta gravi ferite in battaglia ma riesce a sopravvivere, in seguito alla guarigione aumenta potenza, resistenza, velocità, prontezza di riflessi ed "energia spirituale". Egli, inoltre, è in grado di utilizzare il Ki e di percepire le aure degli avversari, oltre a saper abbassare la propria.
Fin da bambino dimostra una predilezione per il combattimento e, all'età di sei anni, è già in grado di trasformarsi in Super Saiyan. Tuttavia, non è in grado di eseguire la Bukujutsu, almeno fino alla fine dell'allenamento con suo fratello Gohan. La tecnica preferita di Goten è la Kamehameha (かめはめ波?,  Kamehameha, "Onda Energetica" nell'adattamento italiano dell'anime). Curiosamente, nel manga, la prima volta che Goten esegue la tecnica la pronuncia erroneamente Kamekameha. Un'altra tecnica di Goten è Assalto, con la quale si tuffa sull'avversario, cambiando poi direzione, colpendolo alla schiena o al busto.
Goten può usufruire della trasformazione in Super Saiyan in quanto mezzo Saiyan. Il giovane guerriero può trasformarsi in questo stadio sin da piccolo, precisamente da quando aveva sei anni (detiene il "record" più precoce). Anche se molto forte, Goten non ha mai raggiunto lo stadio del Super Saiyan II.
Goten è in grado di utilizzare la tecnica nota come fusione (融合?, Yūgō), che utilizza con Trunks, suo migliore amico, eseguendo la danza di Metamor, attraverso cui i due Saiyan danno vita a Gotenks.

## Doppiaggio
Nella versione originale giapponese, Goten è doppiato in tutti i media da una donna, Masako Nozawa, medesima doppiatrice del padre e del fratello.

### Doppiaggio italiano
In Italia Goten è stato doppiato da diverse persone, a seconda di età, produzione e casa di doppiaggio.
Goten bambino/ragazzo è stato doppiato da:
- Stefano De Filippis nel primo doppiaggio dei film d'animazione di Dragon Ball Z;
- Patrizia Scianca nelle serie TV, nel ridoppiaggio dei relativi film d'animazione, e in Dragon Ball Super - Broly;
- Luca Baldini nel film d'animazione Dragon Ball Z: La battaglia degli dei.

Goten adulto è stato doppiato da:
- Patrizio Prata nelle serie TV e nel film Dragon Ball Super - Super Hero.

## Accoglienza
Goten ha avuto moltissime recensioni positive da parte di riviste di manga e anime, e ha raggiunto posizioni molto alte in diversi sondaggi di popolarità. Su About.com e su TheTopTens.com, Goten si è classificato settimo nei rispettivi sondaggi. Insieme a Trunks, inoltre, si è classificato decimo nel sondaggio Dancing With the TV Stars: Our Favorite Fictional TV Dancers stilato dal sito UGO.com per decretare i migliori ballerini comparsi in serie televisive animate e non. Nonostante appaia nell'ultimo arco narrativo del manga di Dragon Ball e dell'anime Dragon Ball Z, Goten è comunque riuscito a farsi apprezzare dai fan e dai critici di anime e manga. Molti di questi concordano che il successo di Goten, insieme a quello di Trunks, è legato soprattutto alla loro comicità, che ha reso l'arco di Majin Bu meno drammatico e più avvincente sotto molti aspetti.